# Cacatua leadbeateri
Cacatua leadbeateri е вид птица от семейство Какадута (Cacatuidae), единствен представител на род Lophochroa.

## Разпространение
Видът е разпространен в Австралия.